# Someone to Call My Lover
"Someone to Call My Lover" là một bài hát của ca sĩ người Mỹ Janet Jackson nằm trong album phòng thu thứ 7 của cô, All for You (2001). Sáng tác và sản xuất bởi Jackson cùng bộ đôi Jimmy Jam & Terry Lewis, nó được phát hành như là đĩa đơn thứ hai trích từ album vào ngày 26 tháng 6 năm 2001 bởi Virgin Records.
"Someone to Call My Lover" nhận được những đánh giá tích cực từ các nhà phê bình, trong đó họ gọi đây một trong những ca khúc nổi bật trong album. Bài hát cũng đạt được thành công trên các bảng xếp hạng, đạt vị trí thứ 3 trên bảng xếp hạng Billboard Hot 100, và lọt vào top 10 ở Canada và top 20 ở Úc và Vương quốc Anh. Video âm nhạc của bài hát do Francis Lawrence làm đạo diễn, với bối cảnh là một máy hát tự động. Ngoài ra, một video cho bản remix "So So Def" cũng được phát hành. Jackson chỉ biểu diễn "Someone to Call My Lover" duy nhất trong chuyến lưu diễn All for You Tour. Nó nhận được một đề cử giải Grammy cho Trình diễn giọng pop nữ xuất sắc nhất.

## Danh sách các phiên bản chính thức
- Bản album – 4:32
- Bản không lời – 4:32
- Bản đĩa đơn – 4:14
- Chadtherest00/Mac Quayle Club Mix – 7:38 (= Hex Hector/Mac Quayle Vocal Mix or Hex Hector/Mac Quayle Club Vocal Mix)
- Chadtherest00/Mac Quayle Radio Mix – 3:49
- Chadtherest00/Mac Quayle Radio A Cappella – 3:49
- Chadtherest00/Mac Quayle Dub Mix – 6:02
- Velvet Mix – 4:46
- Jam & Lewis Total 80's Remix – 5:08
- So So Def Remix hợp tác với Jermaine Dupri – 4:40
- So So Def Không lời – 4:40
- So So Def Remix Acapella - 4:40

## Danh sách bài hát
| Đĩa 12" quảng cáo tại châu Âu (VSTDJ 1813) - Mặt A: 1. "Someone to Call My Lover" (So So Def Remix) – 4:40 2. "Someone to Call My Lover" – 4:32 - Mặt B: 1. "Someone to Call My Lover" (Velvet Mix-Jam & Lewis) – 4:46 2. "Someone to Call My Lover" (80's Remix-Jam & Lewis) – 5:08 Đĩa CD tại châu Âu (VSCDE 1813) 1. "Someone to Call My Lover" (Bản đĩa đơn) – 4:14 2. "Someone to Call My Lover" (So So Def Remix) – 4:40 Đĩa CD maxi tại châu Âu (7243 8 97773 2 1) 1. "Someone to Call My Lover" (Bản đĩa đơn) – 4:14 2. "Someone to Call My Lover" (Hex Hector/Mac Quayle Radio Chỉnh sửa) – 3:49 3. "Someone to Call My Lover" (So So Def Remix) – 4:40 4. "Someone to Call My Lover" (Velvet Mix) – 4:46 5. "Someone to Call My Lover" (Hex Hector/Mac Quayle Club Mix) – 7:48 Đĩa 12" quảng cáo tại Vương quốc Anh (VSTDJX 1813) 1. "Someone to Call My Lover" (Hex Hector/Mac Quayle Club Mix) – 7:48 2. "Someone to Call My Lover" (Hex Hector/Mac Quayle Dub Mix) – 6:02 Đĩa 12" tại Vương quốc Anh (VST 1813) - Mặt A: 1. "Someone to Call My Lover" (Hex Hector/Mac Quayle Club Mix) – 7:48 - Mặt B: 1. "Someone to Call My Lover" (So So Def Remix) – 4:40 2. "Someone to Call My Lover" (The Velvet Mix) – 4:46 Đĩa 12" quảng cáo tại Mỹ (SPRO-16408) - Mặt A: 1. "Someone to Call My Lover" (So So Def Remix) – 4:40 2. "Someone to Call My Lover" (Bản album) – 4:32 - Mặt B: 1. "Someone to Call My Lover" (So So Def Không lời) – 4:40 2. "Someone to Call My Lover" (Bản album Không lời) – 4:32 | Đĩa 12" đôi quảng cáo tại Mỹ (SPRO-16404) - Đĩa than 1 – Mặt A: 1. "Someone to Call My Lover" (Bản album) – 4:32 2. "Someone to Call My Lover" (Bản album Không lời) – 4:32 - Đĩa than 1 – Mặt B: 1. "Someone to Call My Lover" (So So Def Remix) – 4:40 2. "Someone to Call My Lover" (So So Def Không lời) – 4:40 - Đĩa than 2 – Mặt A: 1. "Someone to Call My Lover" (Hex Hector/Mac Quayle Club Vocal Mix) – 7:48 2. "Someone to Call My Lover" (Hex Hector/Mac Quayle Radio Vocal Mix) – 3:49 - Đĩa than 2 – Mặt B: 1. "Someone to Call My Lover" (Hex Hector/Mac Quayle Dub Mix) – 6:02 2. "Someone to Call My Lover" (Hex Hector/Mac Quayle Radio Acappella) – 3:49 Đĩa CD tại Mỹ (7243 8 97773 0 7) Đĩa CD tại Vương quốc Anh (VSCDT 1813) 1. "Someone to Call My Lover" (Bản đĩa đơn) – 4:14 2. "Someone to Call My Lover" (Hex Hector/Mac Quayle Club Mix) – 7:48 3. "Someone to Call My Lover" (So So Def Remix) – 4:40 4. "Someone to Call My Lover" (Video) Đĩa CD quảng cáo tại Nhật (VJCP-12141) Đĩa CD tại Úc (8977732) 1. "Someone to Call My Lover" (Bản đĩa đơn) – 4:14 2. "Someone to Call My Lover" (Hex Hector/Mac Quayle Radio Mix) – 3:49 3. "Someone to Call My Lover" (So So Def Remix) – 4:40 4. "Someone to Call My Lover" (The Velvet Mix) – 4:46 5. "Someone to Call My Lover" (Hex Hector/Mac Quayle Club Mix) – 7:48 Đĩa CD quảng cáo tại Pháp (VUSCDJ1813) 1. "Someone to Call My Lover" (Bản đĩa đơn) – 4:14 |

## Xếp hạng
| Bảng xếp hạng (2001)                     | Vị trí cao nhất |
| ---------------------------------------- | --------------- |
| Úc (ARIA)                                | 15              |
| Bỉ (Ultratop 50 Flanders)                | 32              |
| Bỉ (Ultratop 50 Wallonia)                | 38              |
| Canada (Canadian Hot 100)                | 9               |
| Pháp (SNEP)                              | 58              |
| Đức (GfK)                                | 65              |
| Ireland (IRMA)                           | 21              |
| Ý (FIMI)                                 | 31              |
| Hà Lan (Dutch Top 40)                    | 28              |
| New Zealand (Recorded Music NZ)          | 18              |
| Thụy Điển (Sverigetopplistan)            | 49              |
| Thụy Sĩ (Schweizer Hitparade)            | 42              |
| Anh Quốc (OCC)                           | 11              |
| Hoa Kỳ Adult Contemporary (Billboard)    | 29              |
| Hoa Kỳ Billboard Hot 100                 | 3               |
| Hoa Kỳ Pop Airplay (Billboard)           | 3               |
| Hoa Kỳ Hot R&B/Hip-Hop Songs (Billboard) | 11              |
| Hoa Kỳ Dance Club Songs (Billboard)      | 1               |

| Bảng xếp hạng (2001) | Vị trí |
| -------------------- | ------ |
| US Billboard Hot 100 | 38     |